# 猯

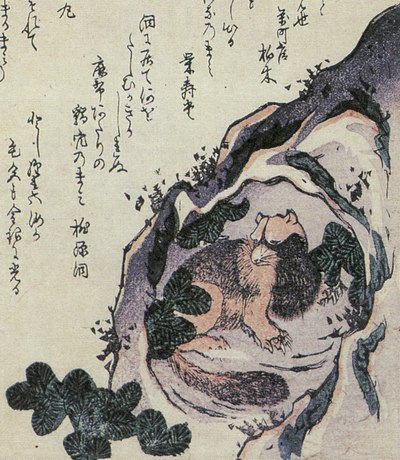
竜斎閑人正澄画『狂歌百物語』より「猯」

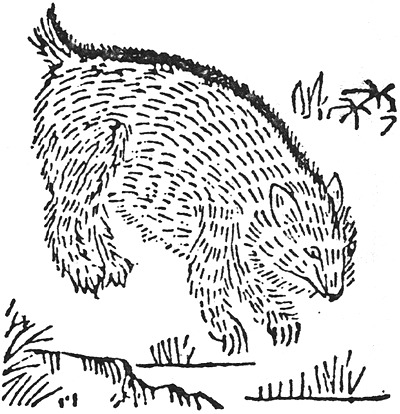
寺島良安『和漢三才図会』より「猯」

猯、魔魅（まみ）は、タヌキまたはニホンアナグマのこと。ただし、イノシシなど他の動物を指すこともある。

## 概要
民俗学者・日野巌による『日本妖怪変化語彙』によれば、マミはタヌキの一種とある。東京都の麻布狸穴町の「狸」を「まみ」と読むことからも、猯が狸と同一視されていたことが分かる。
一方で江戸時代の百科事典『和漢三才図会』では、「猯」は「狸」とは別種の動物として別々に掲載されている。同書では中国の本草学研究書『本草綱目』からの引用として、山中の穴に住んでいる肥えた獣で、褐色の短い毛に体を覆われ、耳が聞こえず、人の姿を見ると逃げようとするが行動は鈍いとある。またその肉は野獣の中でも最も甘美で、これを人が食べると死に瀕した状態から治ることが出来るともある。
江戸時代にはこの猯、狸、そしてムジナが非常に混同されていたが、これはアナグマがムジナと呼ばれていたところが、アナグマの外見がタヌキに似ており、さらに「貉（むじな）」の名が日本古来から存在したところへ、中国で山猫が「狸」の名で総称されていることが知れ渡ったことから混乱が生じたものとされる。またムササビ、モモンガも「猯」と呼ばれたことがある。
西日本に伝わる化け狸・豆狸は、この猯のことだともいう。また江戸時代の奇談集『絵本百物語』によれば、猯が老いて妖怪化したものが同書にある妖怪・野鉄砲とされる。同じく江戸時代の随筆『耳嚢』3巻では、江戸の番町に猯が現れたとあり、体色は鼠色、目は太陽か月のようで、杖で叩くとガマガエルの背のような感触だったという。
「まみ」の発音が似ていることから、人をたぶらかす妖魔、魔物の総称である「魔魅」の字があてられることもある。